# 바이시클 킥

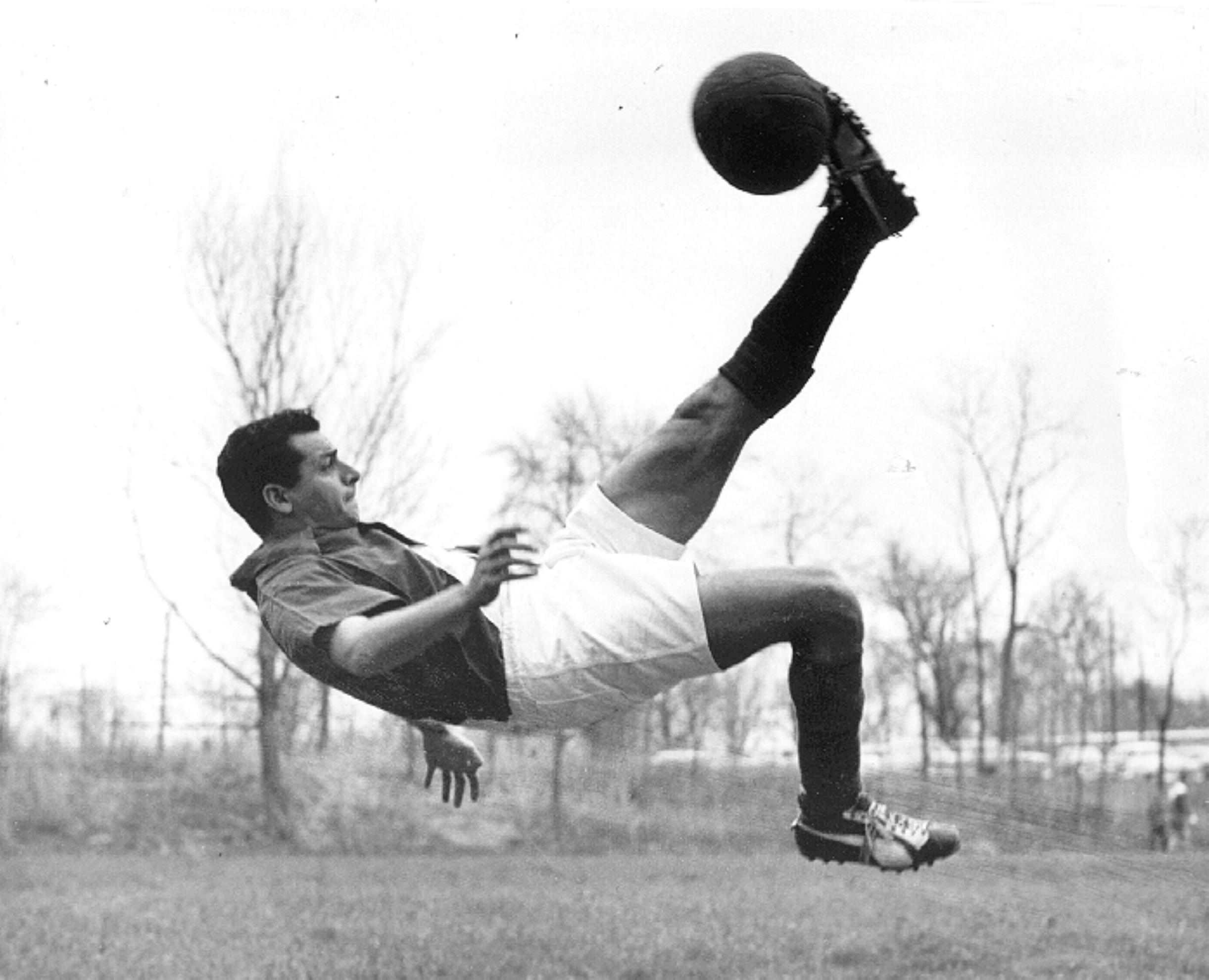
미국 남자 축구대표팀 공격수 루벤 멘도사의 바이시클 킥 모습

바이시클 킥(Bicycle kick)은 몸을 뒤쪽으로 눕혀 공중에 뜨면서 공을 머리 너머로 차는 축구 기술이다. 슛 동작이 마치 자전거(Bicycle)를 타는 모습과 같다고 해서 '바이시클 킥'이라고 한다. 또한 슛 동작이 가위(Scissors)같다고 해서 시저스 킥 (Scissors kick) 또는 오버헤드 킥 (Overhead kick) 등으로도 불린다.
바이시클 킥은 수비 상황에서도 사용될 수 있으며, 바이시클 킥이 미숙한 선수들에게는 위험한 축구 기술이다. 이 방식의 킥을 성공적으로 활용한 선수들은 축구 역사상 가장 경험이 많고 운동 능력이 뛰어난 선수들이었다.
칠레와 페루의 태평양 항구에서 온 노동자들은 19세기 후반에 축구 경기에서 처음으로 바이시클 킥을 사용했을 것으로 추정된다. 바이시클 킥과 같은 기술은 이후 남미에서 더 개발되어 사용되었다. 브라질 축구 선수인 레오니다스와 펠레는 20세기에 국제 대회에서 이 기술을 사용했으며 이후 바이시클 킥은 2016년 국제축구연맹에서 바이시클 킥을 "축구의 가장 멋진 광경"(football’s most spectacular sight)이라 할 정도로 큰 매력을 얻었다.
바이시클 킥은 축구의 상징적인 기술로, 축구 문화에서 중요한 부분 중 하나이다. 축구 경기에서 바이시클 킥을 이용해 골을 넣게 되면 스포츠 매체 등으로부터 큰 관심을 얻게 된다. 이러한 바이시클 킥은 조각, 영화, 광고, 문학과 같은 예술 작품에도 사용되었다. 움직임의 발명과 이름에 대한 논란은 오히려 대중 문화에서 바이시클 킥을 더 열광하게 했다.

## 이름

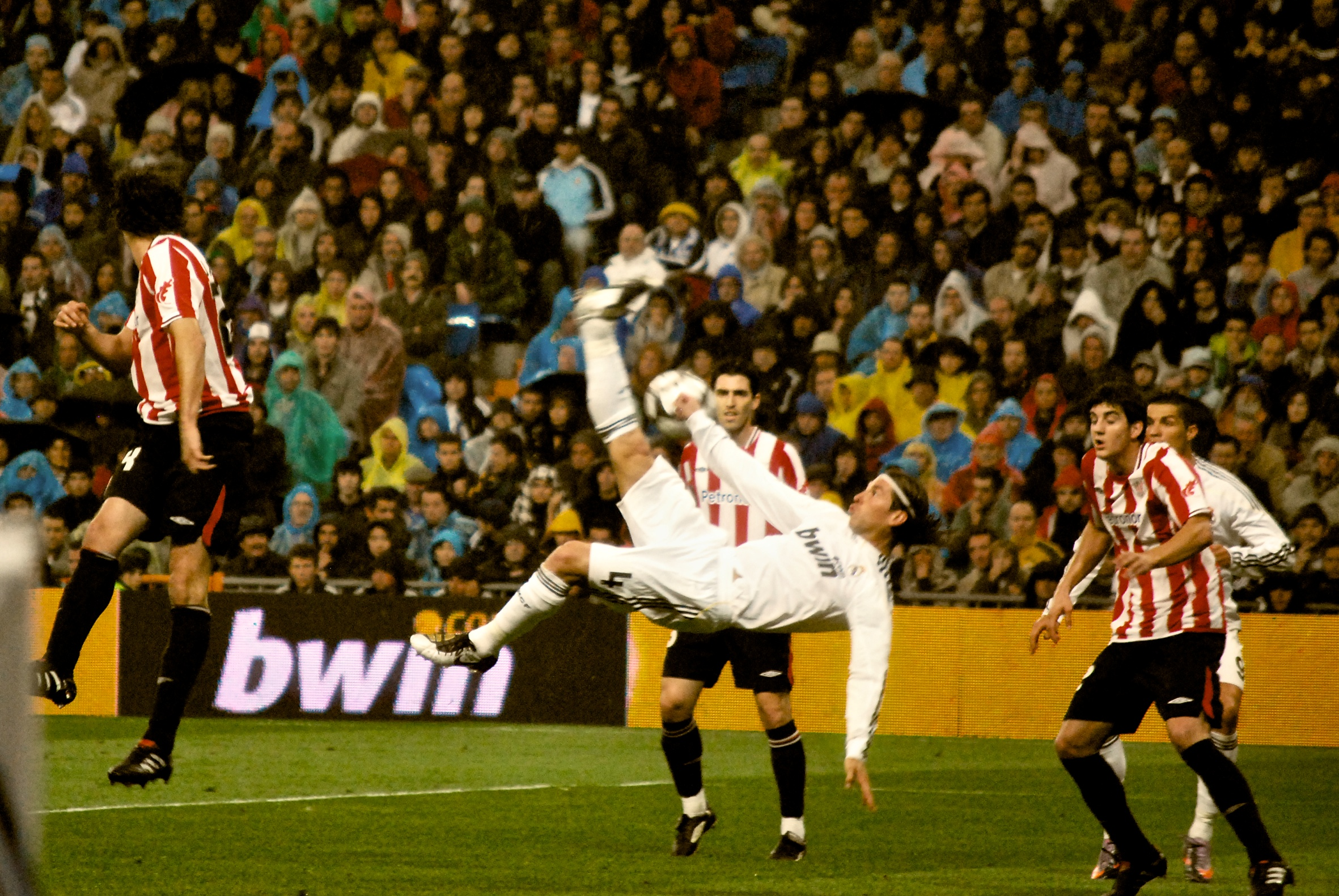
레알 마드리드 수비수 세르히오 라모스가 2010년 라리가 경기에서 라이벌 아틀레틱 빌바오를 상대로 바이시클 킥을 하고 있다.

바이시클 킥은 바이시클 킥, 오버헤드 킥, 시저스 킥, 이 세 가지 이름으로 알려져 있다. "바이사클 킥"이라는 용어는 몸이 공중에 떠 있는 동안 다리가 자전거의 페달을 밟는 것과 유사한 동작이기에 붙은 이름이다.  또한 이 동작은 머리 위로 공을 차기 때문에  "오버헤드 킥"이라고도 불린다.  "시저스 킥"은 선수의 움직임이 두개의 가위날이 합쳐진 것과 같아 붙여진 이름이다. 일부 사람들은 시저스 킥으로 다른 두 킥과는 다르게 조금 더 비스듬히 차는 킥으로서 다른 킥으로 구분하지만, 통상적으로는 이 셋 킥을 같은 종류의 킥으로 부른다.
해당 동작의 유사한 모습을 반영해 영어 외의 다른 이름으로 불리기도 한다. 칠레 신문 엘 메르쿠리오의 스포츠 저널리스트 알렉한드로 시스테라는 이러한 이름의 목록을 작성했다. 대부분의 경우, 프랑스의 ciseaux retourné (반환된 가위) 및 그리스의 psalidaki(가위)와 같은 킥의 가위 모양 동작이나 포르투갈의 pontapé de bicicleta(지전거 차기)와 같은 자전거와 같은 동작을 나타내어 명명했다. 그외의 언어에서는 동작의 특성을 위주로 이름을 붙였다.
독일어 Fallrückzieher (뒤로 넘어뜨리기), 폴란드어 przewrotka (뒤집기), 네덜란드어 omhaal (뒤집기), 이탈리아어 rovesciata (뒤집기).

이러한 방식 이외의 방식들로는 노르웨이어 Brassespark (브라질리안 킥)와 같이 지역을 참조하하기도 했다.  또한 칠레와 페루 사이에 역사적인 스포츠 경쟁의 일환으로 바이시클 킥의 이름을 두고 치열한 논쟁이 벌어지고 있다. 칠레 사람들은 chilena(칠레나) , chalaca.로, 페루 사람들은 chalaca(찰라카)라고 부른다.  그럼에도 불구하고 이 동작은 스페인어로 주로 tijera 및 tijereta 로 불리고 있다.

## 동작

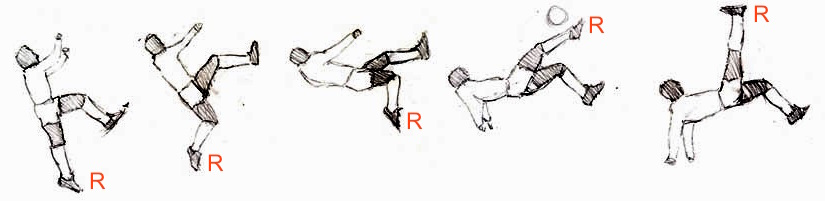
바이시클 킥의 동작 순서 R = 오른발.

바이시클 킥의 성공시키려면 좋은 기술과 운동 능력이 필요하다. 바이시클 킥을 하려면 플레이어가 백플립을 하는 동안 공을 칠 수 있도록 공이 공중에 떠 있어야 한다. 공은 크로스와 같이 플레이어를 향해 공이 올 수도 있고 플레이어가 직접 공을 공중으로 올려서 찰 수도 있다.  차는 쪽의 다리가 점프를 하는 동안 몸을 밀어 올리는 데 도움이 되도록 먼저 올라와 있어야 한다. 그 동안 등은 지면과 평행이 되게 해야 한다. 몸이  일정 높이에 도달하면 킥의 힘을 높이기 위해 킥하지 않는 쪽의 다리가 동시에 아래로 내려오면서 킥하는 다리가 공을 향해 킥을 해야 한다. 또한 발이 공에 닿을 때까지 시선은 공에 집중되어야 한다. 팔은 균형을 잡고 떨어졌을 때의 충격을 줄이기 위해 사용해야 한다. 

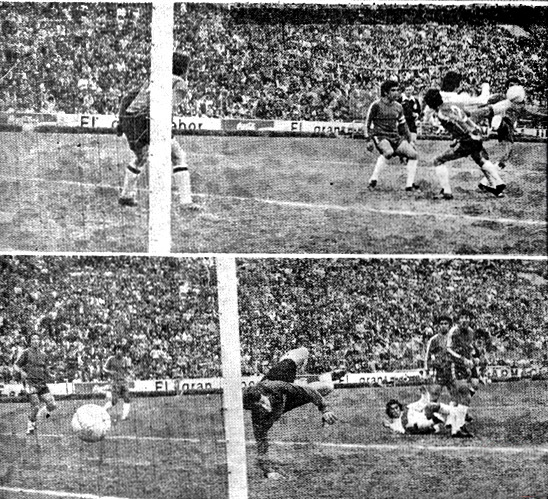
페루의 윙어 후안 카를로스 오블리타스가 1975년 코파 아메리카 경기에서 칠레늘 상대로 에스타디오 알레한드로 비야누에바에서 바이시클 킥으로 득점하고 있다.

바이시클 킥은 일반적으로 하나는 수비 상황에서, 다른 하나는 공격 상황에서 사용된다. 수비 상황에서는 선수가 자기 팀의 골대 반대편 방향으로 공을 걷어내는 방식으로 사용된다. 스포츠 역사가 리처드 위치그(Richard Witzig)는 수비 상황에서의 바이시클 킥이 공격 상황에서보다 다양성 및 조준은 부족하지만 더 필사적인 움직임이라고 했다.  공격상황에서 바이시클 킥은 선수가 상대 골문을 등지고 골문 근처에 있을 때 주로 사용된다. 위치그의 말을 따르면 공격 상황에서 바이시클 킥은  많은 집중력과 공의 위치에 대한 이해도가 필요하다고 한다.  바이시클 킥은 경기장 중앙에서도 할 수 있지만 중앙에서는 더 안전하고 정확한 패스를 할 수 있으므로 바이시클 킥의 사용은 권장하지 않는다. 
공격 상황에서 바이시클 킥 사용시 선행되는 크로스의 정확도는 낮은 편이다. 독일의 스트라이커 클라우스 피셔는 바이시클 킥을 차기 전에 올라오는 대부분의 크로스는 정확도가 낮다고 말했다.  또한 바이시클 킥을 하는 것은 올바른 방식으로 찼어도 근처 선수에게 위험한 행위가 될 수 있으므로 주의해야 한다. 이러한 이유로 페루의 수비수 세자르 곤잘레스는 바이시클 킥을 시도하는 선수가 충분한 공간을 확보했을 때 하는 것을 권장한다고 말했다. 킥을 사용하는 플레이어에게 가장 큰 위험은 킥 후에 떨어진 뒤에 발생한다. 심하게 넘어지면 머리, 등 또는 손목 부위가 다칠 수도 있다.  위치그는 떨어질 때의 충격을 줄이기 위해 팔을 지지대로 사용하고 동시에 옆으로 몸을 구르면서 등 위쪽으로 착지하는 동작을 권장했다. 
위치그는 축구 선수들이 집중하고 단호한 마음 상태로 바이시클 킥을 시도할 것을 권장했다.  선수는 동작을 실행할 때 올바른 자세를 유지해야 하며 동시에 공을 찰 때 높은 정확성과 정밀함을 보여야 한다. 스포츠의 유명한 선수 중 한 명인 브라질 포워드 펠레도 이 동작이 어렵다고 생각하고 그의 통산 1,283골 중 이 방식으로 넣은 골은 몇 골 안 된다고 회상했다. 동작의 복잡성으로 인해 킥의 성공은 많은 주목을 받으며 스포츠 저널리스트 엘리엇 터네에 따르면 이를 지켜보는 많은 관중들을 환호시키게 한다고 했다.  하지만 킥의 실패는 많은 이들에게 조롱을 받을 수도 있다.

## 역사
바이시클 킥이 언제 어디서 처음으로 행해졌는지, 누가 창안했는지에 관한 수많은 이야기들 존재한다.  현재 많은 이들은 바이시클 킥이 처음 발명되었을 것이라고 추정되는 (브라질, 칠레 및 페루)에서 정확한 기원에 대해 계속해서 논쟁중이다.  
브라질의 커피 수출, 아르헨티나의 가죽 과 고기 수출, 페루의 구아노 수출 등 남미의 경제 전망에 매료된 영국 이민자들은 1800년대에 이 지역에 축구를 소개했다.  이러한 이민자들은 축구 연습을 포함하여 영국에서의 학교 및 스포츠 클럽과 같은 기관을 설립했다.  축구는 이전에 영국에서 유럽 대륙, 주로 벨기에, 네덜란드, 스칸디나비아로 확산되었지만 이러한 지역에서는 주위 국가로부터의 축구 발전이 따로 없었다.  하지만 대신에 남미에서는 이러한 부분들이 다르게 발전했는데, 그 이유는 이민자들의 플레이 스타일을 단순히 모방하는 것보다, 더 빠르고 거친 영국식 축구 스타일보다도 더 느린 " 스코틀랜드 패싱 게임 "에 기반을 둔 남미인들이 선수들의 기술적인 자질을 더 강조하는 방식으로 발전했기 때문이다. 남미 축구 선수들은 스포츠를 자신의 기호에 맞게 조정하여 드리블, 벤딩 프리킥, 바이시클 킥과 같은 개별 기술을 터득했다. 
바이시클 킥은 1800년대 후반 칠레와 페루의 태평양 항구에서 처음 발명되었을 것으로 추정된다. 배가 정박하는 동안 영국 선원들은 여가의 한 형태로 그들끼리 그리고 현지인들과 축구를 했다. 단순한 규칙과 장비 덕분에 일반 대중들이 쉽게 접근할 수 있었다. 아프리카계 페루인 항구 노동자들은 19세기 후반 페루의 주요 항구에서 영국 선원 및 철도 직원들과 시합을 벌이는 동안 바이시클 킥을 처음 발명했을 것으로 축측되며, 그곳에서 티로 데 찰라카 ( 카야오 파업)라는 이름을 사용했다. 바이시클 킥은 1910년대 스페인 태생의 바스크 운동 선수인 라몬 운자가 (Ramon Unzaga)가 칠레의 항구인 탈카우아노에서 칠레인으로 귀화하여 그곳에서 코레라 (현지 악마를 암시함)라는 이름을 받았을 때 처음으로 발명되었을 가능성도 제시된다. 

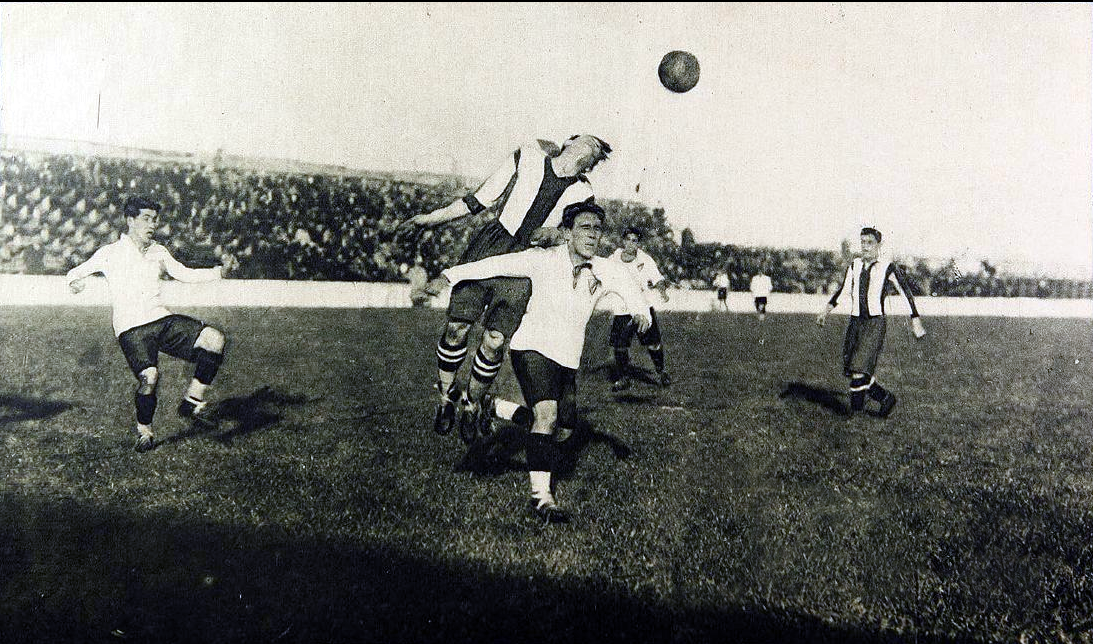
1927년 콜로와 라코루냐의 경기에서 알레라노(가운데, 흰 셔츠)는 이 움직임을 대중화한 것으로 여겨진다.

칠레 축구 선수들은 1910년대와 1920년대에 남미 서부 너머로 기술을 퍼뜨렸다. 남미 챔피언십의 첫 경기에서 운자가와 동료 칠레 수비수 프란시스코 가티카는 바이시클 킥으로 관중들을 놀라게 했다.   칠레의 포워드 데이비드 아렐라노는 또한 콜로콜로의 1927년 스페인 여행하는 동안 이동작과 다른 위험한 동작들을 선보였다. 심슨(Simpson)과 헤세(Hesse)에 따르면 그의 곡예 중 하나에 의한 부상으로 그 순회 공연에서 그의 이른 죽음은 " 쇼보팅의 위험에 대한 암울한 경고"였다고 한다.  이러한 바이시클 킥에 깊은 인상을 받은 스페인과 아르헨티나의 사람들은 선수의 국적을 나타내는 '칠레나'라는 이름을 붙였다.
브라질 포워드 펠레는 20세기 후반에 바이시클 킥으로 국제적인 찬사를 다시 불러일으켰다. 바이시클 킥을 쉽게 구사하는 그의 모습은 선수 생활 초기에 다른 선수들과 차별화되는 특징 중 하나였으며 축구 선수로서의 자신감도 높여주었다. 펠레 이후 아르헨티나의 미드필더 디에고 마라도나와 멕시코의 포워드 우코 산체스는 20세기의 마지막 수십 년 동안 바이시클 킥으로 주목 받았다.  이 기간 동안 이 동작을 사용한 다른 대표적인 선수들로는 1975년 페루와 칠레 간의 코파 아메리카 경기에서 바이시클 킥을 통해 골을 넣은 페루의 윙어 후안 오블 리타스와 1985년 웨일즈와 스페인 간의 월드컵 예선 경기에서 바이시클 킥으로 득점한 웨일스의 포워드 마크 휴스가 있다.
21세기 초부터 바이시클 킥은 축구 경기에서 거의 성공보다는 실패 사례가 더 많은 기술로 남아 있다.  2016년 국제 축구 연맹 (FIFA)은 바이시클 킥을 "축구의 가장 멋진 광경"으로 부르며 논쟁의 여지가 있는 기원과 기술적 설명에도 불구하고 바이시클 킥이 "경기의 역사를 강조했다"(have punctuated the history of the game)고 결론지었다.

## 상징적 지위

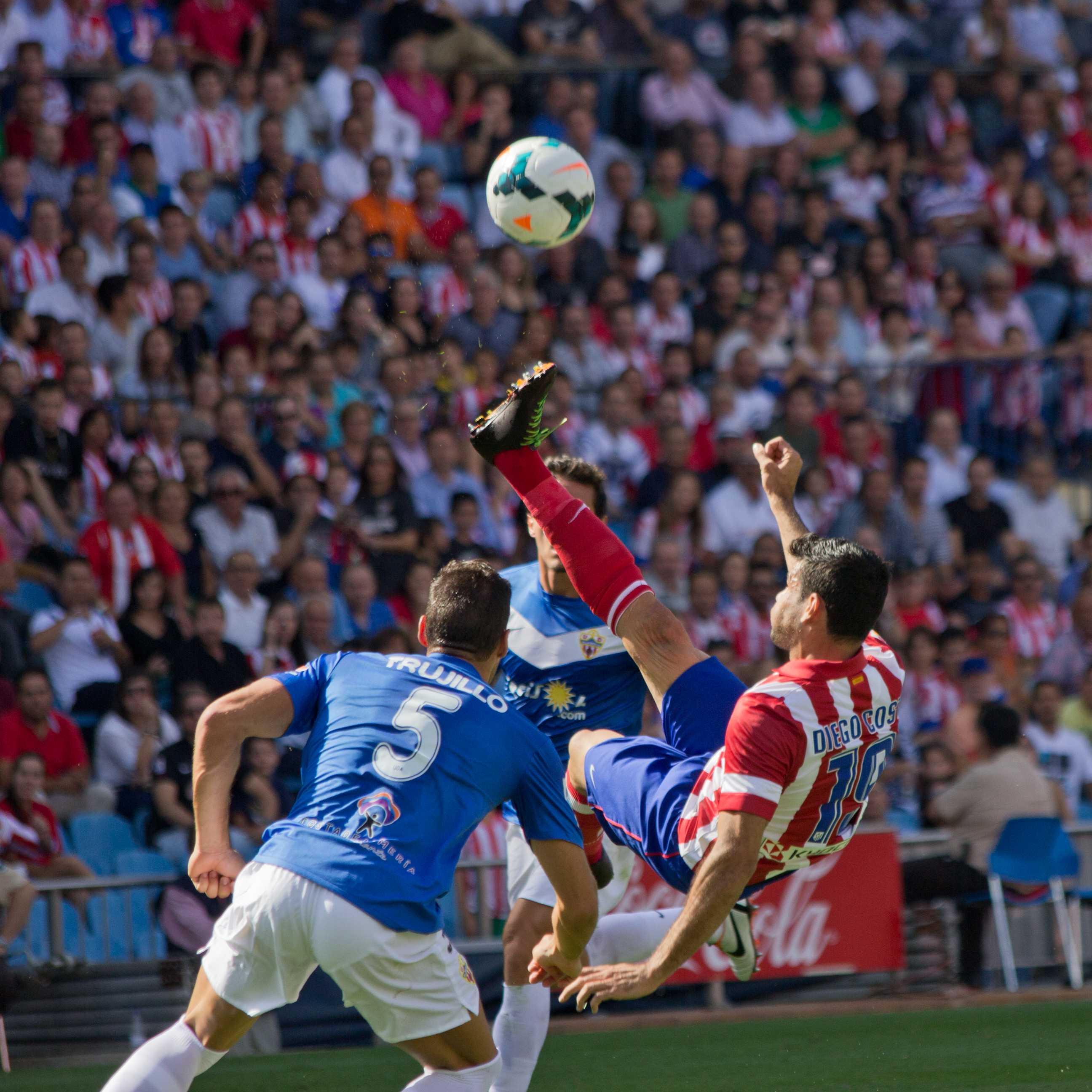
2013년 알메리아와의 경기에서 바이시클 킥을 선보이고 있는 아틀레티코 마드리드 소속의 공격수 디에고 코스타

바이시클 킥은 팬들과 축구 선수들 사이에서 많은 매력을 보유하고 있다. 헤센과 심슨은 성공적인 바이시클 킥이 선수의 주목도에 미치는 긍정적인 영향을 강조하고 미국 축구 연맹은 이를 스포츠의 상징적인 미화라고 설명했다. 전 맨체스터 시티 수비수 폴 레이크에 의하면, 잉글랜드의 왼쪽 윙어인 데니스 투아트가 한 유명한 바이시클 킥을 흉내내려던 수백 명의 팬들이 부상을 입었다고 한다.  2012년 가디언의 팬 투표에서는 잉글랜드의 공격수 웨인 루니의 2011년 맨체스터 더비 바이시클 킥을 프리미어 리그 역사상 최고의 골로 선정했다.  이탈리아의 스트라이커 마리오 발로텔리는 유소년 시절에 브라질 미드필더 호나우지뉴와 프랑스 미드필더 지네딘 지단의 기술을 본받아 바이시클 킥에 집착했다. 또한 2015년 리버풀과의 경기에서 후안 마타는 바이시클 킥을 통한 득점으로 팀의 승리를 이끌었다.  2018년 포르투갈의 포워드 크리스티아누 호날두의 챔피언스 리그 바이시클 킥 골은 동료 축구 선수들로부터 많은 찬사를 받았다. 영국의 포워드 피터 크라우치는 "그것을 할 수 있는 사람은 소수이다"라고 트윗했고, 스웨덴의 포워드 즐라탄 이브라히모비치는 호날두에게 "40미터 떨어진 곳에서 해봐라"고 도전했는데 이는 과거 2012년 스웨덴과 잉글랜드의 국제 친선경기에서 FIFA 푸슈카시상을 수상한 바이시클 킥 골에 대한 언급이었다.
그외에도 바이시클 킥을 통한 대표적인 득점은 여럿 있다. FIFA 월드컵 결승전에서  독일 공격수 클라우스 피셔는 1982년 스페인 월드컵 준결승 서독과 프랑스의 경기에서 바이시클 킥으로 득점하여 연장전에서 동점을 이뤘다. 헤센과 심슨은 피셔의 킥이 월드컵에서 가장 뛰어난 바이시클 킥이라고 말했다.  1986년 멕시코 월드컵에서 멕시코의 미드필더 마누엘 네그레테는 멕시코와 불가리아의 16강전에서 바이시클 킥으로 골을 넣었지만, 아르헨티나와 잉글랜드의 8강전에서 마라도나가 득점한 " 세기의 골 "에 가려졌다. 이후 네그레테의 골은 2018년에 실시된 FIFA 팬 투표에서 "월드컵 최고의 골" 타이틀을 획득하였다 1994년 FIFA 월드컵 콜롬비아와 미국의 경기에서 수비수 마르셀로 발보아의 바이시클 킥은 많은 찬사를 받았으며 미국에서 메이저 리그 사커를 창설하는 데 일조했다는 평가를 받았다. 2002년 한일 월드컵에서 벨기에의 공격형 미드필더 마르크 빌모츠가 일본과의 경기에서 바이시클 킥을 성공시키며, 이를 영국 축구 기자 브라이언 글랜빌이 묘사한 "멋진 바이시클 킥"(spectacular bicycle kick)이라고 불렸다.  2022년 FIFA 월드컵에서는 브라질 선수 히샤를리송의 세르비아전 바이시클킥 골은 해당 토너먼트 최고의 골 중 하나로 뽑혔다.

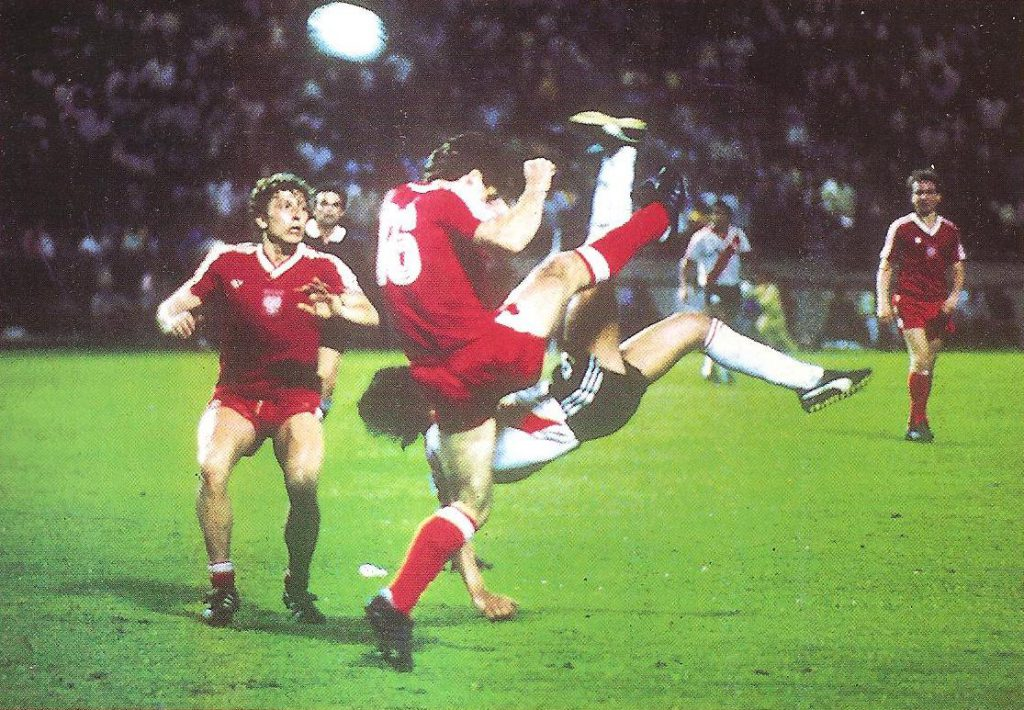
엔초 프란체스콜리, 1986년 폴란드와의 리버 플레이트에서 바이시클 킥으로 득점하는 장면

바이시클 킥은 축구 문화에서 역시 중요한 부분 중 하나이다. 미국 축구 연맹에 따르면 1981년 영화 승리의 탈출에서의 펠레의 바이시클 킥은 기술의 바이시클 킥의 교과서적인 킥이였며  펠레는 자서전에서 이에 대해 만족감을 표했다.  2013년 9월에는 레오니다스 다 실바의 100번째 생일을 기념하는 구글 기념일 로고에는 인기 있는 브라질 포워드를 대표하는 막대 모양의 바이시클 킥이 눈에 띄게 나타났다. 바이시클 킥은 아르헨티나의 공격수 리오넬 메시가 그 해의 FIFA 축구 시뮬레이션 비디오 게임을 홍보하기 위해 2014년 텔레비전 광고와 같은 광고에도 등장했다. 2022년 FIFA는 스페인어로 된 공식 트위터 계정을 통해 바이시클 킥이 "찰라카"인지 "칠레나"(페루인과 칠레인 간의 분쟁을 암시)인지 사용자에게 물어 바이시클 킥의 기원에 대해 논란을 불러일으켰다.
2014년 칠레의 탈카후아노에 라몬 운자가가 실행한 바이시클 킥 기념비가 세워졌다. 조각가 마리아 안젤리카 에차바리(María Angélica Echavarri)가 만든 이 조각상은 구리와 청동으로 구성되어 있으며 직경은 3m이다.또한 마누엘 네그레테(Manuel Negrete)의 바이시클 킥을 기념하는 동상이 멕시코시티의 코요아칸 지구에 세워질 예정이다. 우루과이의 소설가 에두아르도 갈레아노는 자신의 저서 Soccer in Sun and Shadow 에서 바이시클 킥에 대해 썼고 저서에서 운자가를 발명가로 표현했다.  페루의 노벨상 수상자 마리오 바르가스 요사는 영웅의 시대(The Time of the Hero ) 스페인어판의 주인공을 통해 자전거 킥이 페루 카야오에서 발명되었을 것이라고 했다. 
바이시클 킥은 또한 비치씨커 및 풋살과 같은 축구의 변형된 종목에서도 많은 인기를 얻는다. 2015년 이탈리아 비치 사커 포워드 가브리엘레 고리(Gabriele Gori)는 바이시클 킥에 대해 "많은 훈련으로 성공되지 않는다"고 말했다고 한다. 바이시클 킥과 같은 동작은 공을 네트 너머로 차서 상대 팀 쪽으로 보내는 스포츠인 세팍타크로에서도 사용된다. 

## 같이 보기
- 축구 전술과 기술
- 축구의 역사
- 스콜피온 킥

## 참고 자료
1. ↑  Turner refers to the bicycle kick as "[t]he apex of wonder-goals",[1] and Witzig defines it as "the most spectacular—yet the most opportunistic and desperate—move that exists in soccer".[2]
2. ↑  Argentine sports journalist Jorge Barraza affirms that Peruvians never had a need to call the bicycle kick a chilenita because they had already given their own name to it.[11] In Brazilian football culture, the term chilena means a back heel (a reference to the spurs of Chilean design used in Southern Brazil).[12] In the Spanish newspaper El País, journalist Alberto Lati raised no objection to local names for the move.[13] Simpson and Hesse agree that the move's name should be a matter of personal opinion.[14] Roberto Castro wrote that the bicycle kick's alternate names are synonyms, with no one name definitive.[15]
3. ↑  Peruvian football journalist Roberto Castro wrote that it is inherently impossible to know for certain who made the first bicycle kick, as anyone playing with a ball could have done it without it being recorded.[15] According to journalist Diego Pérez, bicycle kicks are currently less common and their origins cloudier.[31]
4. ↑  In Goal: The New York Times Soccer Blog, journalist Juan Arango wrote that the bicycle kick's origin is a sensitive issue in Peru and Chile.[34] In 2006, Harold Mayne-Nicholls, president of the Football Federation of Chile (FFCh), poked gentle fun at Peruvian insistence on credit for the bicycle kick.[35] That year Mayne-Nicholls' Peruvian Football Federation (FPF) counterpart, Manuel Burga, announced a campaign to verify the bicycle kick's origin in his country.[35] Also in 2006, Peruvian footballer Teófilo Cubillas advised the FPF to patent the manoeuvre with FIFA,[36] and, in 2009, Chilean footballer Sandrino Castec expressed his belief that the Peruvian position was based on anti-Chilean sentiment.[8]
5. ↑  Unzaga's first bicycle kick occurred possibly in 1914 or in 1916.[46] Journalist Luis Osses Guíñez, the author of Talcahuano's football history, argues that Unzaga's first recorded bicycle kick occurred in 1918, as documented by a civil law notary report filed after a heated match between Talcahuano and neighbouring Concepción turned violent. Unzaga, described by Osses Guíñez as a hot-tempered Basque, fistfought a referee who called a foul on the player's bicycle kick.[47] Concepción's newspaper El Sur reported this event a few days after the match, and Unzaga declares in his defense that he had previously executed the manoeuvre in other matches without it being called a foul.[15]
6. ↑  Unzaga participated in the Argentina 1916 and Chile 1920 editions of the South American Championship;[49][50] Gatica participated in the tournament's Uruguay 1917 and Brazil 1919 editions. Gatica's usage of the move to stop an imminent goal garnered him so much attention that the audience credited him with the move's invention.[51][52]
7. ↑  In his autobiography, Pelé expressed regret for not having scored a goal from a bicycle kick in the FIFA World Cup.[63]